# Curly Lambeau

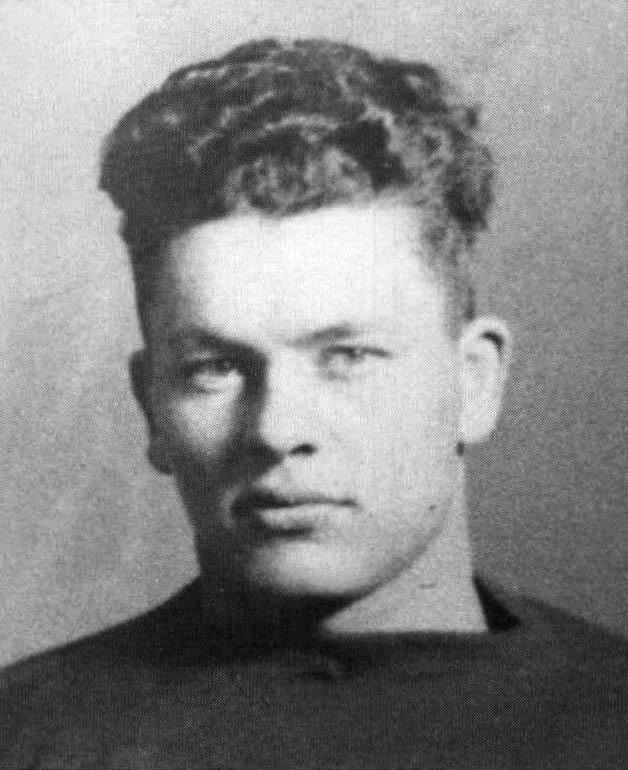

Earl Louis 'Curly' Lambeau (Green Bay, Wisconsin, 9 april 1898 - Sturgeon Bay, 1 juni 1965) was een speler en trainer van American football en oprichter van de Green Bay Packers.
Lambeau was de zoon van Belgische immigranten in de Verenigde Staten. In 1919 richtte hij op wat later de Green Bay Packers zouden worden, een pro-footbalclub in een kleinere stad in Wisconsin. Hij speelde in het team tot 1929, waarna hij aanbleef als trainer. Met de Packers won hij zes keer het wereldkampioenschap.
Lambeau overleed in 1965. Nog dat jaar werd het stadium van de Green Bay Packers naar hem vernoemd.

## Bron
- Famous Belgian-Americans